# Erik Lenander
Nils Erik Lenander, född 16 april 1883 i Västervik, död 9 mars 1956 i Engelbrekts församling, Stockholm, var en svensk bergsingenjör.
Lenander, som var son till köpman Carl Emil Lenander och Amalia Victoria Nordfeldt, studerade efter mogenhetsexamen i Linköping 1901 vid Uppsala universitet 1901–1904 och vid Bergshögskolan 1904–1905. Han var gruvingenjör vid Imbatem Goldfields i Ashanti 1906–1907, gruvingenjör och överingenjör vid Orkla Grube AB i Løkken Verk 1907–1910, disponent vid AB Ryllshytte zink- och blygruvor i Garpenberg 1910–1912, disponent vid Orkla Grube AB 1912–1922, verkställande direktör där 1922–1938 och styrelseledamot 1915–1938. Han var ägare av och styrelseordförande i AB Industrimetoder i Stockholm från 1938, styrelseledamot i AB Smålands Taberg i Stockholm från 1939, i Svenska Diamantbergborrnings AB från 1940 och i Skandinaviska Gruv AB 1941–1944. Han var slutligen styrelseordförande i Byggnads AB Contractor från 1948 och styrelseledamot i Fabriks AB Talcum 1953–1956. Lenander är begravd på Djursholms begravningsplats.